# Остров (Колпнянский район)
Остров — деревня в Колпнянском районе Орловской области. Входит в состав Ярищенского сельского поселения. Население — 186 чел. (2010).

## География
Остров находится в юго-восточной части области на Среднерусской возвышенности.
Климат
Климат умеренно континентальный; средняя температура января −8,5 °C, средняя температура июля +18,5 °C. Среднегодовая температура воздуха составляет +4,6 °C. Годовое количество осадков 500-550 мм., в среднем 515 мм.  Количество поступающей солнечной радиации составляет 91-92 ккал/см². По агроклиматическому районированию деревня Остров, также как и весь  район, относится к южному с коэффициентом увлажнения 1,2-1,3. Преобладают юго-западные ветры.
Часовой пояс
Деревня Остров, как и вся Орловская область, находится в часовой зоне МСК (московское время). Смещение применяемого времени относительно UTC составляет +3:00.

## Население
| 2002 | 2010 |
| ---- | ---- |
| 254  | ↘186 |

Национальный состав
Согласно результатам переписи 2002 года, в национальной структуре населения русские составляли 99 % от общей численности населения в   жителей

## Инфраструктура
Современная деревня состоит из трёх частей (вернакулярных районов):
- Старый Остров (историческая деревня Остров)
- Новый Остров (кварталы усадебной застройки по типовым проектам вдоль автодороги Фошня - КОлпны). Построен в советское время как центр деревни при правлении совхоза Островской.
- Собачёвка (бывшая деревня, ныне в составе Острова)
- Колонтаевка (бывшая деревня, ныне в составе Острова).

Через Остров проходит автомобильная дорога Колпны - Фошня, раз в неделю осуществляется автобусное сообщение по маршруту Городецкое - Остров - Колпны.
Действует Островское отделение почтовой связи, магазин Райпо с хозтоварным отделом (с 2020 г. принимает безналичную оплату), сельский Клуб (с библиотекой-читальней), столовая МТС.
Деревня полностью электрифицирована, более 90% жилищного фонда газифицировано (кроме не изъявивших намерение подключиться домохозяйств). В Новом Острове и Колонтаевке действует централизованный водопровод. Центральная улица мощёна плитами, ряд главных проездов отсыпан каменной крошкой и пригоден для круглогодичного проезда.
Машино-тракторная станция расположена в Новом Острове, обеспечивает ремонт сельхозтехники хозяйства Агро-Нобель.
Также имеется одноэтажное законсервированное административное здание, использовавшееся раннее под размещение закрытых детского сада и аптеки.

## Транспорт
Просёлочные дороги. 